# Пол Брока
Пол Пиер Брока (на френски: Paul Pierre Broca) е френски лекар и патологоанатом, роден през 1824 г.

## Научна дейност
Получава световна популярност с откриването на речедвигателния център в мозъка. Този център се намира в третата фронтална гънка на челния дял в лявото полукълбо на мозъчната кора. Брока прави знаменитото си откритие, когато прави аутопсия на един пациент в известния приют за душевноболни мъже „Бисетр“ в Париж. Въпросният пациент страда от болестта, която в наши дни се нарича алалия от логопедичната гилдия. Специфичното в патогенезата на това заболяване е, че болният страдащ от него не може да говори, но въпреки това разбира всичко и се опитва да участва в процеса на комуникация чрез серия от нечленоразделни звуци, които чрез подходящата интонация и речева мелодика, представляват особена форма на езиков праксис. Пациентът остава в историята като „господин Тан“, тъй като това е единствената сричка, която можел да произнесе приживе. Резултатите от аутопсията, съчетани с наблюденията на участъковия лекар от района на Монпелие д-р Марк Дакс, разкрива пред Брока строгата взаимовръзка, която съществува между коровите зони на мозъка и функционалната предназначеност на висшите психични функции. С това свое откритие Брока застава начело на движението за тесен локализационизъм, което лансирало тезата, че висшите психични функции са локализирани в точно определени структури на мозъка.
През 70-те години на 19 век, когато Карл Вернике открива топичното представителство на речеслуховия център в мозъка и разработва подробно патогенните последствия от неговото увреждане, тезата на Брока за функционалната специфика на коровите анализатори се потвърждава окончателно.
Френският лекар се занимава активно с мозъчната физиология и по-точно с проблематиката на модерната концепция за антропометрията. Изследванията на Брока са посветени върху специфичните краниотомични характеристики на черепната кухина при различните типове хора. На базата на класическите краниоскопски процедури, той започва да се занимава активно с антропометричните закономерности в антропологията, които по-късно благоприятстват върху създаването и утвърждаването на диференциалната психология като клон на научното познание. Брока е един от пионерите в науката, който обвързва анатомичната структура на черепа с интелектуалния потенциал на личността, умело дистанцирайки се от научните спекулации на социалдарвинизма и френологията. Той е и един от пионерите в създаването на Френското дружество по антропология.